# المع‌ایناه
ال-مع‌ایناه یک منطقهٔ مسکونی در یمن است که در استان صنعا واقع شده‌است.